# Caifás

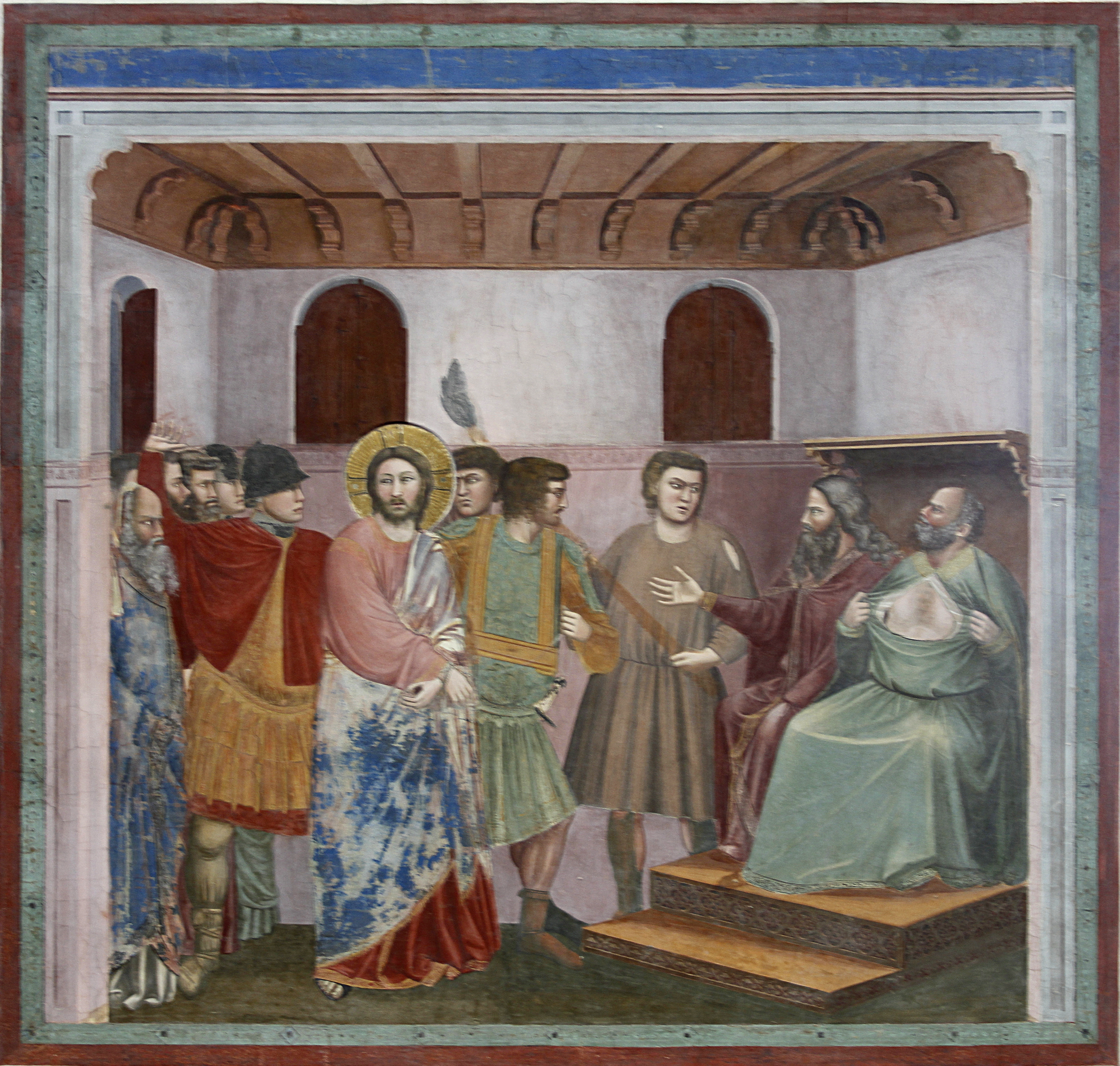
Cristo ante Caifás, por Giotto. 1305. Fresco de la Capilla de los Scrovegni, Padua.

José ben Caifás o Yosef Bar Kayafa (en hebreo y arameo: יוסף בַּר קַיָּפָא Iosef ben Cavafás) fue un sumo sacerdote judío, de la secta de los saduceos, que vivió entre el reinado de Augusto y el de Claudio. Según los relatos evangélicos, fue uno de los líderes intelectuales —junto con su suegro, Anás— de la conspiración que logró la condena a muerte de Jesús de Nazaret por crucifixión. Su frase más célebre es «Conviene que muera uno solo por el pueblo, y no que perezca la nación entera» (Jn 11:50).

## Historia
En el año 18 d. C., Caifás fue nombrado sumo sacerdote por el procurador romano de Judea, Valerio Grato, sustituyendo a Simon ben Camithus. Casado con la hija del ex sumo sacerdote Anás, se mantuvo como máxima autoridad religiosa judía durante toda la administración de Poncio Pilato, sucesor de Grato, ocupando el cargo durante dieciocho años. En el año 36, fue destituido por el procurador Vitelio.

### Su papel en la pasión de Jesucristo
Como saduceo, Caifás no creía en la resurrección de los muertos, al contrario que los fariseos. Según el Evangelio de Juan, las noticias sobre la resurrección de Lázaro realizada por Jesús alarmaron a los sumos sacerdotes, hasta el punto de que el sanedrín (tribunal supremo de los judíos) se reunió en una sesión extraordinaria, para decidir lo que harían con Jesús. La reunión estuvo presidida por Caifás, en calidad de sumo sacerdote en funciones. No obstante, su suegro Anás, que mantenía una gran autoridad dentro del tribunal, influyó notablemente en la resolución del caso. De esta reunión salió la famosa frase de Caifás que plasma su pensamiento sobre Jesús:

... conviene que muera uno solo por el pueblo y no perezca toda la nación.
 Caifás

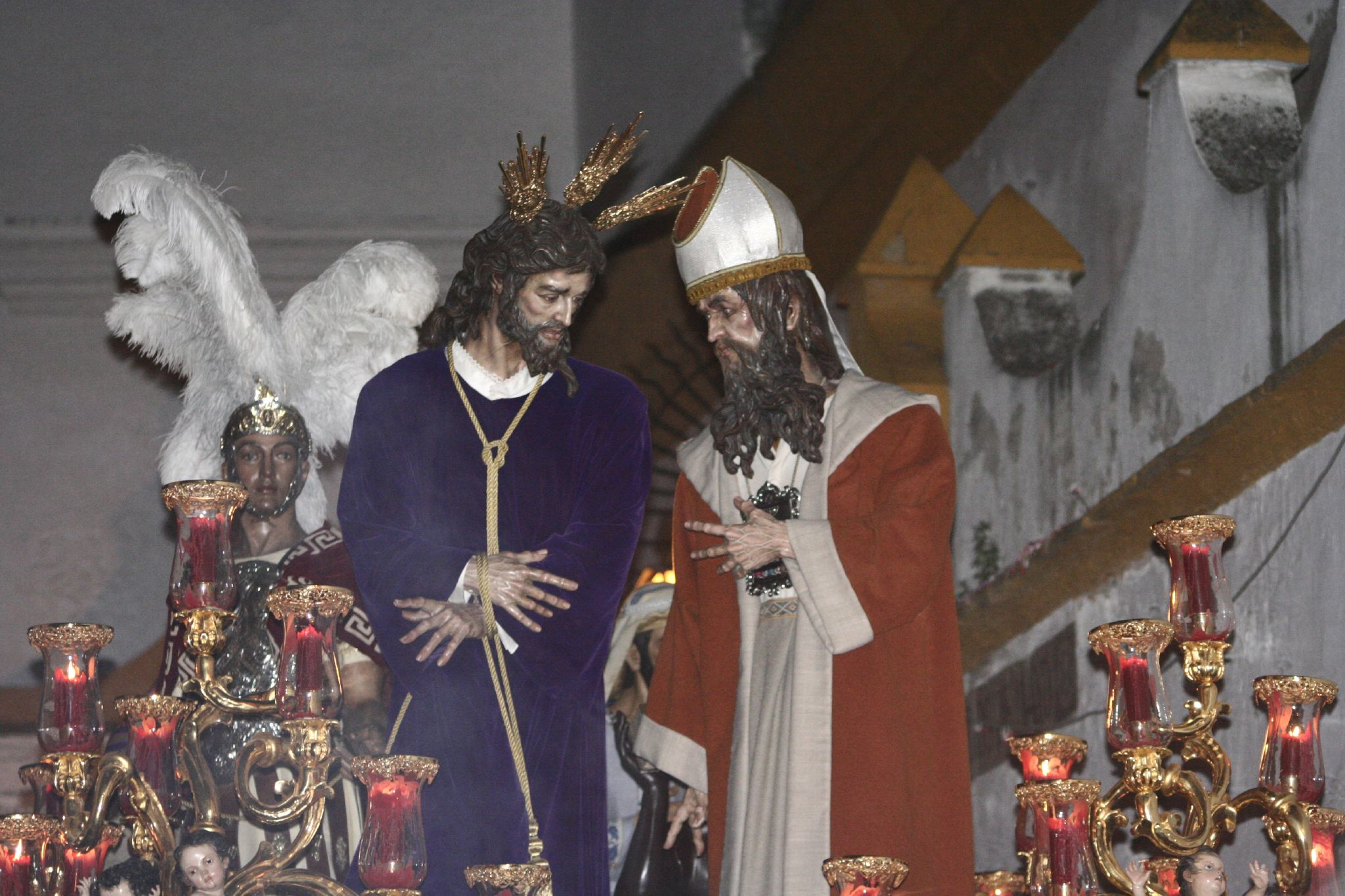
Jesús ante Caifás. Semana Santa de Sevilla (Hermandad de San Gonzalo).

Al anochecer, después de ser arrestado, Jesús fue llevado a la casa de Anás donde fue detenido, interrogado y golpeado. Anás se lo entregó a Caifás, pero como este no tenía la autoridad para ordenar la pena de muerte, lo llevó ante Poncio Pilatos, gobernante romano en Judea, para que decidiera su suerte.
Los romanos no realizaban ejecuciones basadas en transgresiones a la ley judía; por tanto, el cargo de blasfemia no tenía validez para Pilatos. A pesar de que el sanedrín deseaba que Pilatos ordenara la ejecución de Jesús, Pilatos al saber que Jesús era de Galilea, jurisdicción de Herodes Antipas, lo remitió a Herodes Antipas, que por esos días se encontraba en Jerusalén, para que se encargara del caso. Herodes con sus soldados menospreció a Jesús y se burló de él, vistiéndolo con una ropa espléndida como de reyes; y después se lo devolvió a Pilatos.
La posición de Caifás era establecer que Jesús era culpable no solo de blasfemia, sino de proclamarse el Mesías, que podría ser entendido como el retorno del rey David. Esto habría sido un acto de sedición que podría merecer la pena de muerte por parte del romano. 
El argumento de rebelión y sedición que presentó Caifás no le dio resultado, ya que Pilatos no lo encontró culpable, a pesar de que Caifás afirmó que el pueblo de Judea no tenía más emperador que el César Romano. Pilatos, en cambio, dejó que la muchedumbre decidiera la suerte de Jesús dándoles a escoger entre su liberación y la de un preso de nombre Barrabás. La muchedumbre, animada por los sacerdotes, escogió la liberación de Barrabás y la crucifixión de Jesús.

### Después de la crucifixión
Según los evangelios, después de la crucifixión de Jesús, Caifás se negó a aceptar la resurrección de Jesús, de hecho, enfurecido por eso, intensificó aún más la persecución a los primeros cristianos hasta su destitución como máxima autoridad religiosa en el año 36, por orden de Lucio Vitelio. En una ocasión llevó a los apóstoles ante los líderes religiosos para advertirles de la prohibición de diseminar las enseñanzas de Jesucristo. Aunque la Biblia no dice nada más de él, se cree que Caifás murió asesinado, en la toma y destrucción de Jerusalén por los romanos en el año 70 d. C.[¿quién?]

### Caifás en la tradición cristiana
Caifás es considerado junto con Anás el responsable de haber mandado a muerte a Jesús. En la Divina comedia, Dante Alighieri los sitúa en la fosa de los hipócritas castigados de la misma forma: están crucificados en la tierra y son pisados por los demás condenados, que están vestidos con capas de plomo («Infierno XXIII», vv. 110-126).

## Arqueología

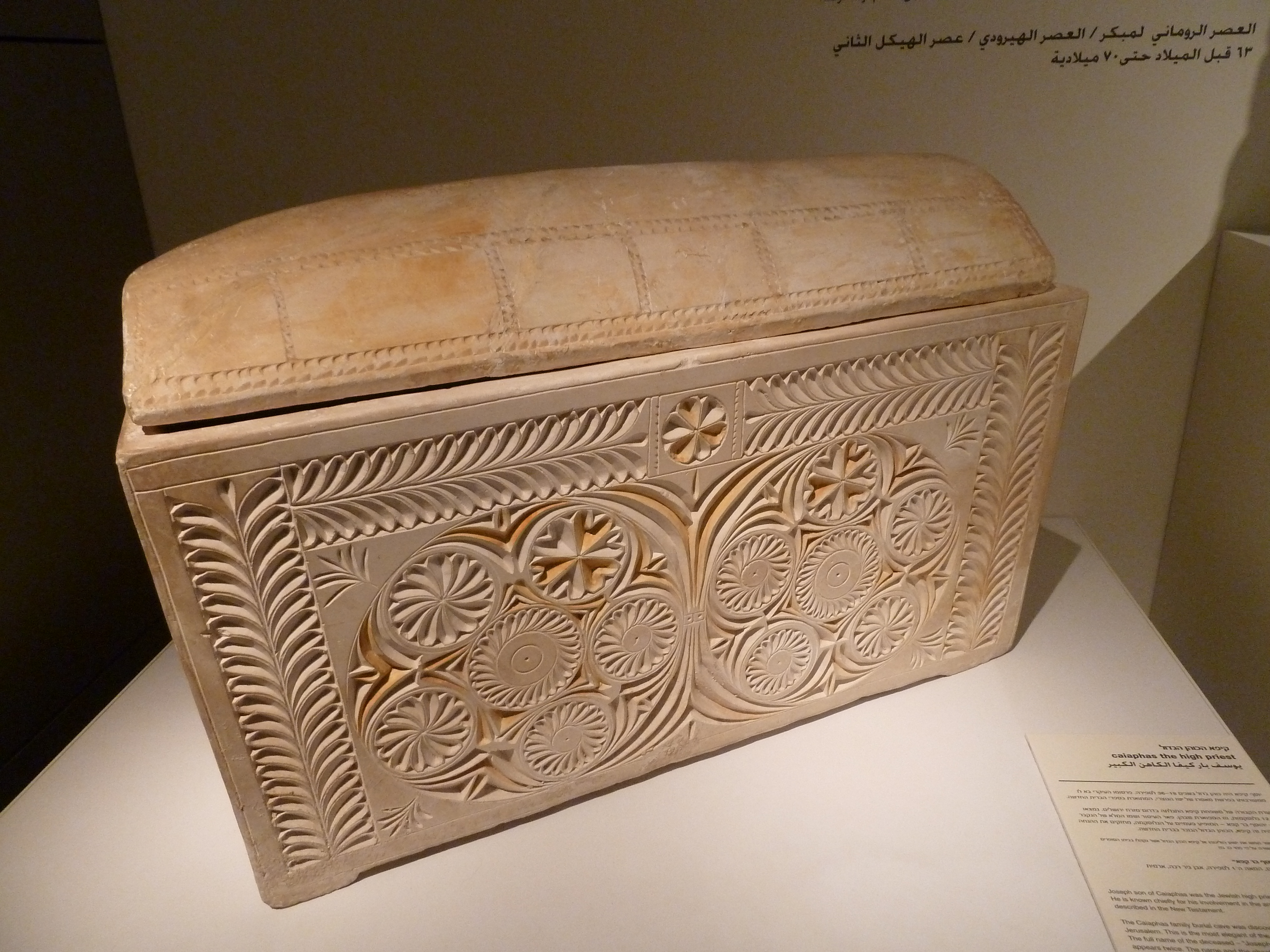
Osario de Caifás, expuesto actualmente en el Museo de Israel en Jerusalén.

La llamada Tumba de Caifás o Tumba de la familia de Caifás fue descubierta accidentalmente en noviembre de 1990. Unos trabajadores encontraron una piedra caliza ornamentada cuando construían un camino en el Bosque de la Paz, justo al sur Sbu Tor un vecindario de la parte antigua de la ciudad de Jerusalén. Los arqueólogos encontraron doce osarios (cajas de piedra caliza para guardar huesos) conteniendo los restos de sesenta y tres individuos. El osario más bellamente decorado estaba inscrito con el nombre de José, hijo de (o de la familia de) Caifás. Ese fue el nombre completo del sumo sacerdote que arrestó a Jesús, como está documentado por Josefo, en su libro Antigüedades 18: 2, 2; 4, 3. En su interior estaban los restos de un varón de sesenta años, casi con certeza los de Caifás del Nuevo Testamento. Este extraordinario descubrimiento ha provisto por primera vez a los estudiosos con los restos físicos de un individuo nombrado en la Biblia.
En junio de 2011, arqueólogos de la Universidad Bar-Ilan y la Universidad de Tel Aviv anunciaron la recuperación de un osario robado, saqueado de una tumba en el Valle de Ela. La Autoridad de Antigüedades de Israel lo declaró auténtico y lamentó que no se pudiera estudiar in situ. La inscripción lee «Miriam, hija de Yeshua, hijo de Caifás, sacerdote de Maaziah de Bet 'Imri». Sobre esta base, se ha sugerido que Caifás pudo haber pertenecido a la división sacerdotal de Maazías.